# سيد عبد الحفيظ
سيد عبد الحفيظ لاعب كرة قدم مصري سابق، انضم لصفوف الناشئين في النادي الأهلي المصري ولعب للفريق الأول وحقق مع الفريق العديد من البطولات، وسابقًا عمل مديرًا للكرة بالنادي الأهلي.

## مسيرته الكروية

### مع الأندية
كانت بداياته عن طريق اختبارات الناشئين بالنادي الأهلي في 13 يونيو 1989 .. وكانت مع فريق تحت 12 سنة تحت قيادة حسام البدري ، وفريق تحت 13 سنة بقيادة رمضان السيد ، وفريق تحت 15 سنة بقيادة مختار مختار ، وفريق تحت 16 سنة بقيادة إبراهيم عبد الصمد ، وفريق تحت 17 سنة، ثم تم تصعيده للفريق الأول موسم 1996–1997.
وشارك مع الفريق الأول في 220 مباراة رسمية في كل البطولات سجل خلالها 30 هدفًا، وكانت أول مباراة رسمية مع الأهلي أمام الاتحاد السكندري في الدور قبل النهائي لبطولة كأس مصر في 27 أبريل 1997 وانتهت بفوز الأهلي 3–1 ، بينما كانت آخر مباراة رسمية مع الفريق في 27 نوفمبر 2005 أمام المقاولون العرب في دوري موسم 2005–2006 وانتهت بفوز الأهلي 3–1
ومن أهدافه الغالية هدف في مرمى الترجى التونسي في إياب الدور قبل النهائي لبطولة أبطال أفريقيا عام 2001 ، وآخر في مرمى صن داونز بطل جنوب أفريقيا في ذهاب نهائي نفس البطولة.
و أعير في نهاية مشواره الكروي إلى نادي الوحدة السعودي .

وكانت مباراة اعتزاله يوم 12 سبتمبر 2006 باستاد المقاولون العرب وبعد اعتزاله تم تعيينه مديرًا لأكاديمية الأهلي فرع المنصورة.

### مع المنتخب
كانت بداياته مع الكابتن سيد الطباخ في منتخب 16 سنة ومع الكابتن حلمي طولان في منتخب الشباب والأوليمبي وشارك في 68 مباراة مع منتخب الشباب والمنتخب الأوليمبي سجل خلالها 18 هدفًا، بالإضافة إلى أنه شارك مع المنتخب الأول في 28 مباراة سجل خلالها 6 أهداف.

## الألقاب والبطولات

### على مستوى الأندية
أحرز سيد عبد الحفيظ خلال مشواره مع الفريق الأول بالأهلي 14 بطولة في 9 مواسم فقط.. 6 دوري مواسم 1996–1997 و1997–1998 و1998–1999 و1999–2000 و2004–2005 و2005–2006.. و2 كأس مصر عامي 2001 و 2003.. و2 سوبر مصري عامي 2002 و2005.. وبطولة كأس النخبة العربية الرابعة بتونس عام 1998.. و2 كأس بطولة دوري الأبطال الأفريقي عامي 2001 و 2005.. وكأس السوبر الأفريقي 2002.

### على المستوى الفردي
- أحسن ناشئ في مصر موسم 1996–1997.
- أحسن لاعب في مصر موسم 1997–1998.
- ثاني أحسن لاعب في مصر موسم 1998–1999.
- أحسن لاعب في البطولة العربية للمنتخبات الأوليمبية.
- صاحب ثاني أفضل هدف في بطولة دوري الأبطال الأفريقي 2001 وهو الهدف الذي سجله في مرمي الترجي التونسي من منتصف الملعب في المباراة التي أقيمت باستاد المنزه التونسي في قبل نهائي دوري الأبطال وهو الهدف الذي تعادل به الأهلي 1–1 وتأهل الأهلي للنهائي قبل أن يحرز اللقب في نفس البطولة.

## روابط خارجية
- سيد عبد الحفيظ على موقع ناشيونال فوتبول تيمز (الإنجليزية)